# Пергола (Пезаро и Урбино)
Пергола (итал. Pergola) је насеље у Италији у округу Пезаро и Урбино, региону Марке.
Према процени из 2011. у насељу је живело 4137 становника. Насеље се налази на надморској висини од 276 м.

## Становништво
| 1931.  | 1936.  | 1951.  | 1961.  | 1971. | 1981. | 1991. | 2001. | 2011. |
| ------ | ------ | ------ | ------ | ----- | ----- | ----- | ----- | ----- |
| 10.983 | 11.869 | 12.686 | 10.034 | 8.299 | 7.821 | 7.169 | 6.810 | 6.555 |